# Temecla paron
Temecla paron is een vlinder uit de familie van de Lycaenidae. De wetenschappelijke naam van de soort werd als Thecla paron in 1887 gepubliceerd door Godman & Salvin.